# Elisabeth Gürt
Elisabeth Gürt (* 18. Mai 1911 in Wien; † 4. März 1998 ebenda) war eine österreichische Schriftstellerin.
Elisabeth Gürt arbeitete als Lehrerin, bevor sie als Autorin von Frauenliteratur erfolgreich war. Sie verfasste Romane, Essays, Filmwerke und Hörspiele.

## Werke
- Eine Frau für drei Tage, 1941; Verfilmung 1944
- Ein Mädchen ohne Bedeutung, 1952
- Sprung über den Schatten, 1966
- Vor uns das Leben. Prisma/Wiener, Wien 1977
- Hinter weißen Türen, 1984
- Komm doch mit nach Ischia, 1987
- Wo warst du damals, Mutter?, 1989
- Es war alles ganz anders, 1992
- Durch die Wolken zu dir..., 1994
- Verzaubert von Tuju
- Heimo

## Auszeichnungen
- 1982 Silbernes Ehrenzeichen für Verdienste um die Republik Österreich
- 1993 Goldenes Verdienstzeichen des Landes Wien